# イフプラ
イフプラ（IFPRA、International Federation of Parks and Recreation Administration)は、公園やレクリエーションに関する専門家による国際組織。
本部の他、ヨーロッパ支部およびアジア太平洋支部の2つの支部がある。
日本窓口にはIFPRAジャパンがある。

## 沿革
1957年にロンドンにおける第１回公園レクリエーション世界大会において正式に発足。
1990年、IFPRAアジア太平洋支部の設立。これに伴い、IFPRAジャパン設立。

## 資格
世界規模の公園管理分野の資格について、二つの資格制度を創設している。
- CPP（Certified Park Professional）パークプロフェッショナル
- CIPP（Certified International Park Professional）インターナショナルパークプロフェッショナル

また、世界各国でIFPRAアカデミーを主催し、公園管理運営のために必要な教育と教育プログラムを提供している。
なお日本の公園管理運営士の資格保有者はCPP同等と位置付けられており、すぐにCIPPに認定することができる。

## IFPRAジャパン
日本のIFPRA会員から構成される組織「IFPRAジャパン」がある。IFPRAの世界大会への参加の他、海外での情報交流会などで情報交換や発信、国際交流等を行っている。
IFPRAジャパンは、「国内会員が相互に連繋協調しながら、国内はもとより国際的に、今後の公園管理や公園利用のあり方について貢献すること」（パンフレットより）を目的とし、事務局は(一財)公園財団に置かれている。